# Кисть (украшение)

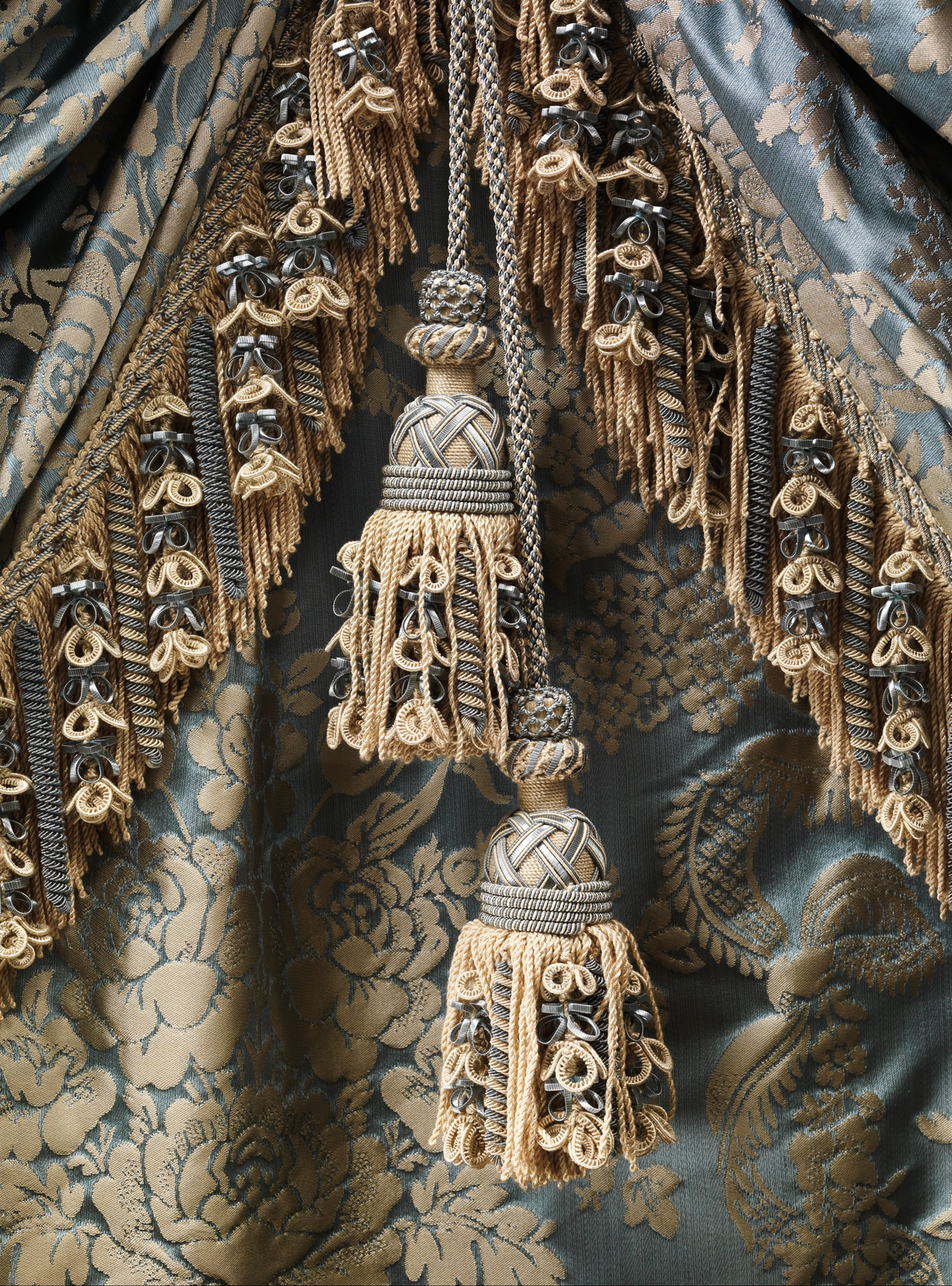
Кисти на шнуре, украшающие драпировку в коллекции Метрополитен-музея (интерьер парижской спальни 1-й половины 1780-х годов)

Структура кисти

Кисть, также ум. кисточка — пучок, связка, кипа чего-либо, связанная с одного конца. Бахрома, собранная и закрепленная в пучки. Используется как отделка в одежде, головных уборах, обуви.
Кисти состоят из головки и бахромы. Головка состоит из деревянной кольцеобразной формочки (каркаса), обматываемой или оплетаемой на особом станке. Бахрома прикрепляется к головке посредством подложенного снизу деревянного кружочка, придающего бахроме красивый выпуклый вид.

## История
На Ближнем Востоке кисточки носили как талисманы, особенно на головных уборах. В Египте, Месопотамии и во всем арабском мире дети носили кисточки на капюшонах или шапка для защиты от злых духов и демонов.
Кисточки (также называемые «пучками», англ. tufts) традиционно нашивали на студенческие головные уборы студентов Оксфорда и Кембриджа. Золотые кисточки отличали коммонеров, плативших за обучение самостоятельно и получавших таким образом социальный престиж и более роскошное жилье, чем имевшие стипендии люди: они носили простые чёрные кисточки.
Сегодня только канцлер Оксфорда носит золотую кисточку.

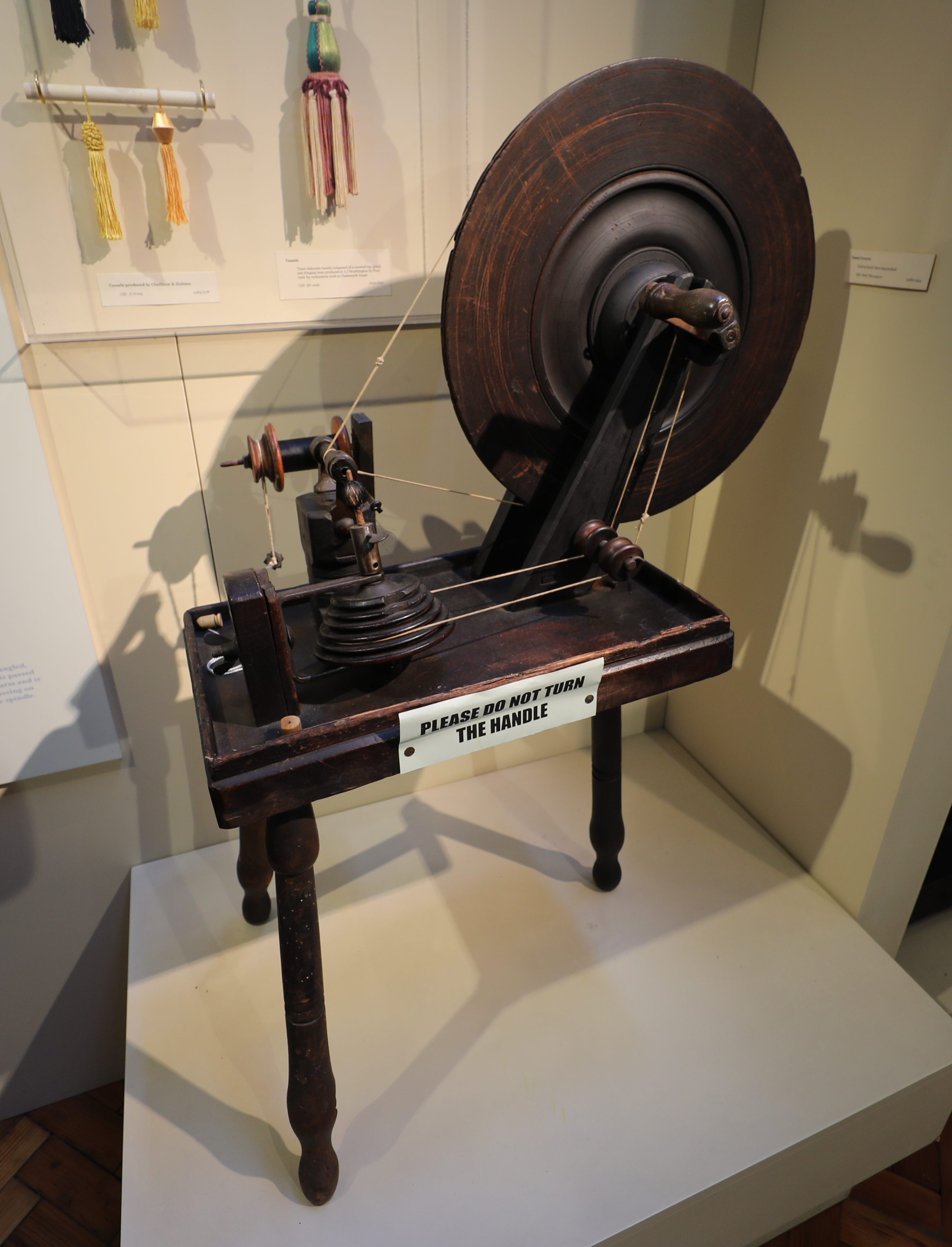
Станок для плетения кистей, коллекция Музея Маклэсфилд